# Otobreda 127/54 Compacto (canhão)

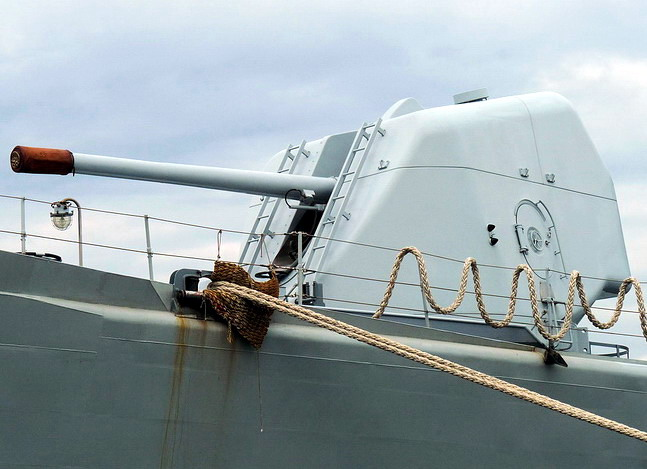
Canhão Otobreda 127/54 Compacto da fragata italiana Scirocco (F 573).

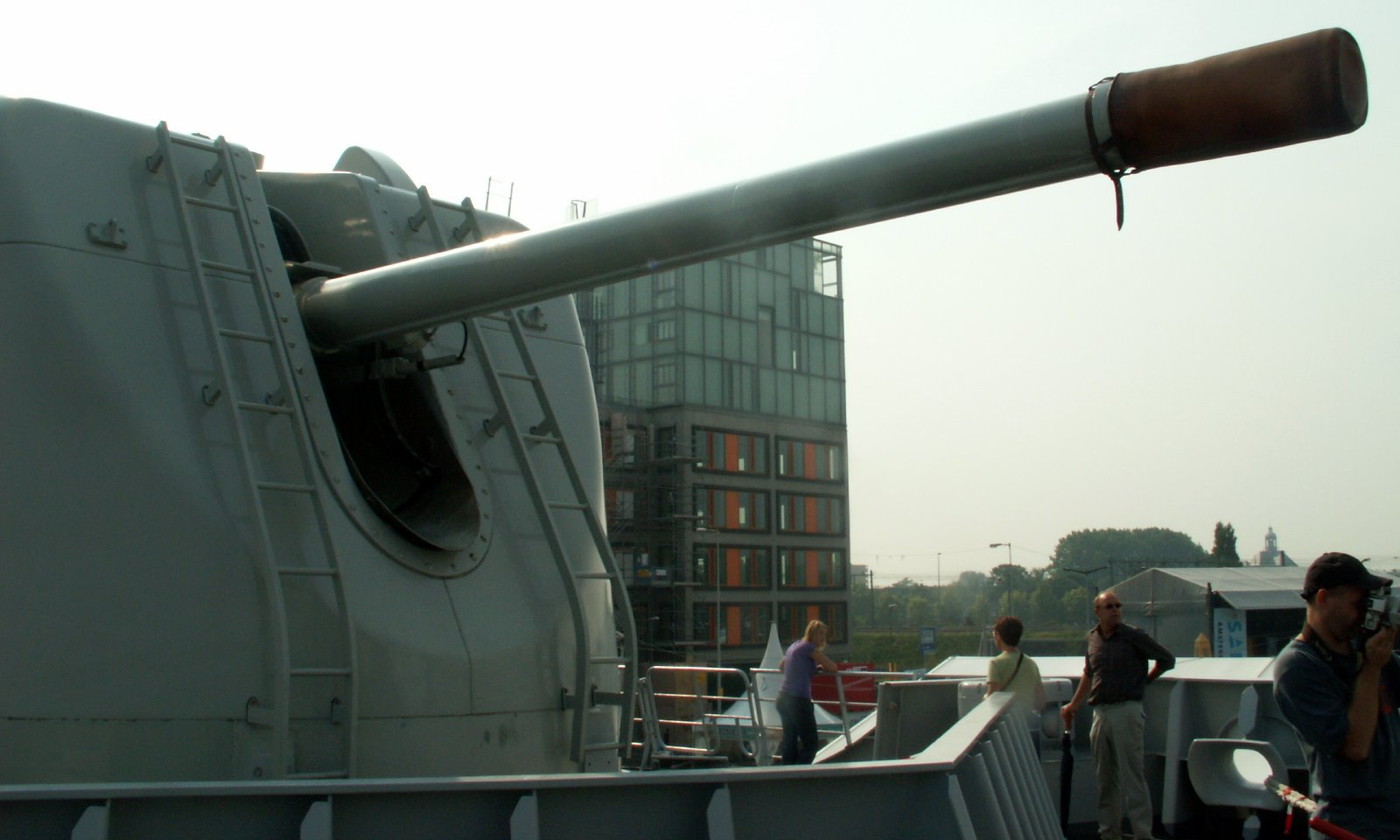
Canhão Otobreda 127/54 Compacto do HNLMS De Ruyter (F804) da Marinha Real Neerlandesa.

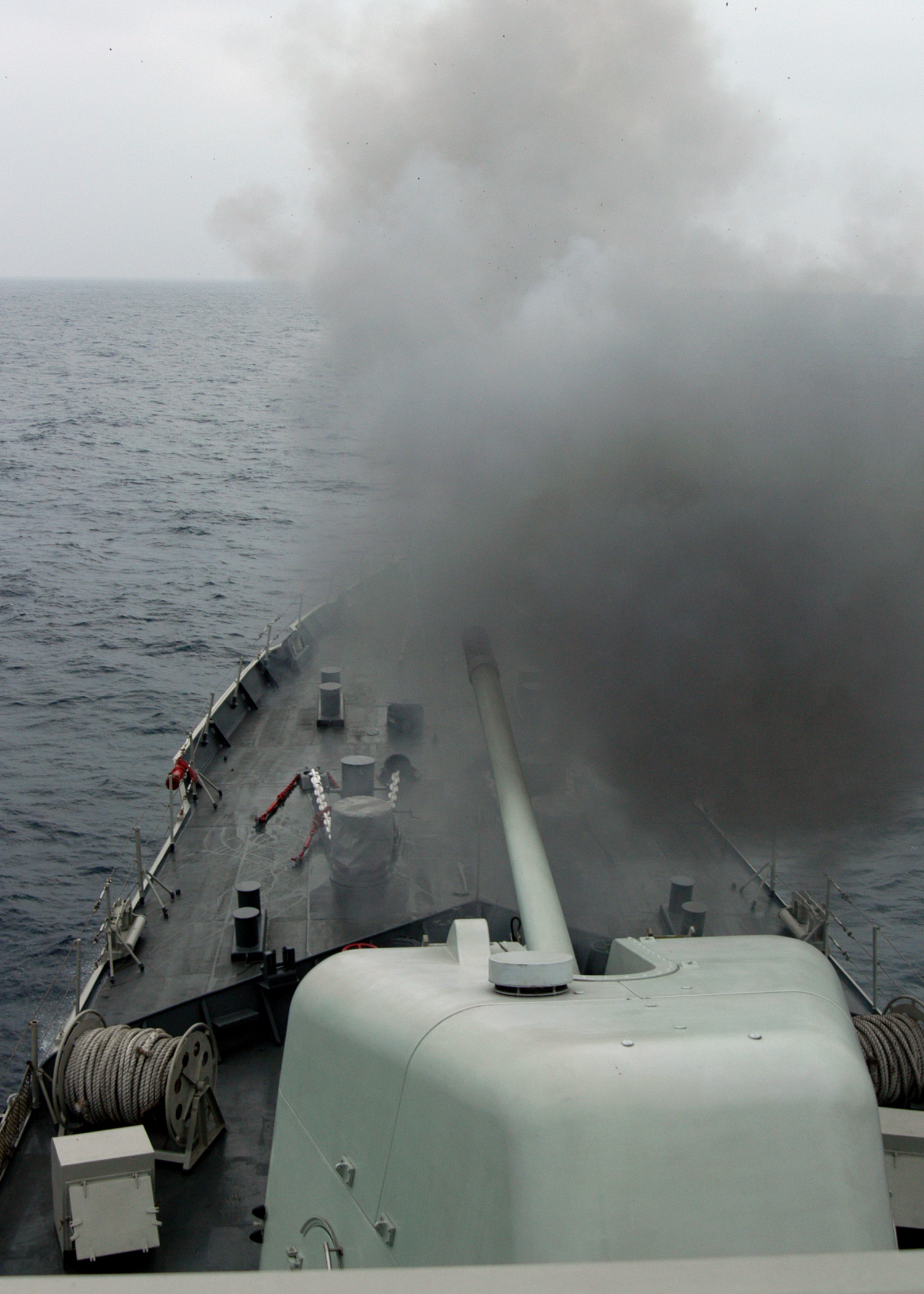
Canhão Otobreda 127/54 Compatto da fragata peruana BAP Montero (FM-53) durante exercício UNITAS 2007 no sul do pacífico.

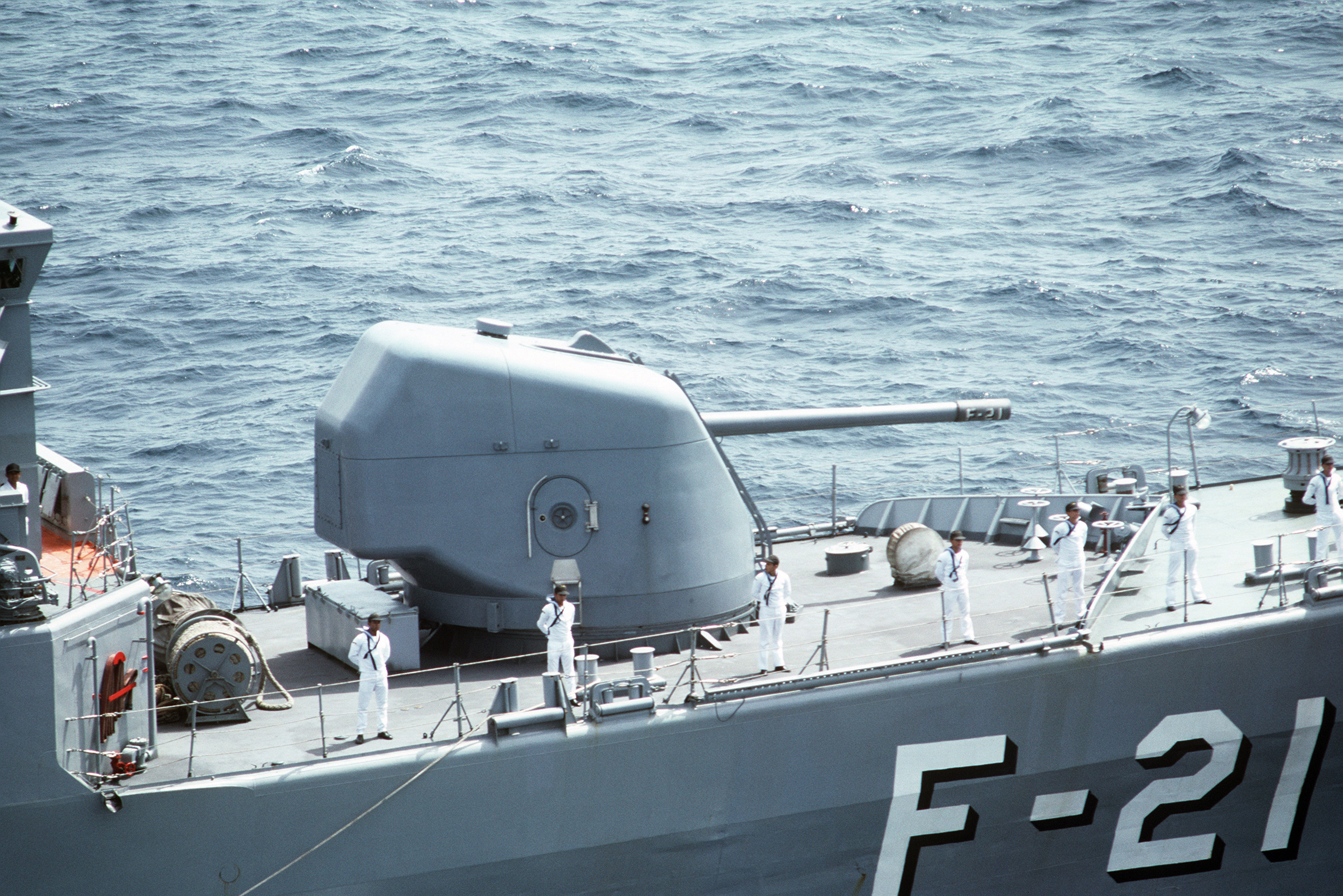
Otobreda 127/54 Compacto da fragata venezuelana ARV Mariscal Sucre (F-21).

O canhão Otobreda 127/54 Compacto é uma arma naval desenvolvida pela empresa italiana OTO Melara.
Considerado um sucessor do canhão Mk 38 (utilizado na 2ª Guerra Mundial), o Otobreda 127/54 Compacto foi desenvolvido no fim dos anos 60,sendo o primeiro protótipo testado em 1968. Sua entrada em serviço ocorreu em 1972. Atualmente a OTO Melara desenvolve seu sucessor, o Otobreda 127/64.
O canhão Otobreda 127/54 Compacto equipa(ou) as seguintes classes de navios:
- Marinha Italiana
  - Classe Audace (descomissionada)
  - Classe Durand de la Penne
  - Classe Lupo
  - Classe Maestrale

- Marinha Real Neerlandesa
  - Classe De Zeven Provinciën

- Marinha da República da Coreia
  - Classe Gwanggaeto the Great

- Força Marítima de Autodefesa do Japão
  - Classe Kongō
  - Classe Takanami

- Marinha da Nigéria
  - Classe MEKO 360

- Armada Argentina
  - Classe MEKO 360

- Marinha de Guerra do Peru
  - Classe Lupo

- Armada Nacional da Venezuela
  - Classe Lupo

## Especificações técnicas
- Tipo: cano único
- Calibre: 127mm
- Elevação: Mínima -15° / Máxima +83°
- Peso: 37500 kg
- Taxa de tiro: 40 rds/min
- Velocidade de rotação: 40 ° / s (com aceleração de 45 ° / s 2)
- Velocidade de elevação: 30 ° / s (com aceleração de 40 ° / s 2)
- Refrigeração: água do mar
- Alimentação elétrica: trifásica - 440V 60Hz (275 kVA 20% máx potência de pico de 0,4 seg)